# Ebenried (Pöttmes)
Ebenried ist ein Pfarrdorf und Ortsteil des Marktes Pöttmes im Landkreis Aichach-Friedberg, der im bayerischen Regierungsbezirk Schwaben liegt. In der gleichnamigen Gemarkung liegt auch das Dorf Stuben. Im örtlichen westmittelbairischen Dialekt heißen die Orte Eba'riad und Stuum.

## Geographie
Ebenried liegt südwestlich von Pöttmes auf der Hochfläche des Unteren Lechrains der Aindlinger Terrassentreppe. Naturräumlich gehört es zur Donau-Iller-Lech-Platte, einem Teil des Alpenvorlandes.
Stuben liegt östlich von Ebenried, umgeben vom Ebenrieder Forst.
Ebenried und Stuben liegen nur an einer Ortsverbindungsstraße zwischen Osterzhausen (Staatsstraße 2047) und Wagesenberg (Staatsstraße 2035).
Die Nachbarorte von Ebenried und Stuben sind Osterzhausen im Westen, die Baarer Ortsteile Heimpersdorf und Lechlingszell, im Norden und Nordosten Wiesenbach und Kühnhausen, im Osten Wagesenberg und Handzell, im Südosten Gundelsdorf und im Süden und Südwesten die Petersdorfer Ortsteile Schönleiten und Axtbrunn.

## Geschichte
Die katholische Pfarrei Sankt Anna in Ebenried gehört zur Pfarreiengemeinschaft Pöttmes im Dekanat Aichach-Friedberg des Bistums Augsburg.
Bis zum 1. Juli 1972 gehörte Ebenried mit seinem Ortsteil Stuben als selbstständige Gemeinde zum Landkreis Aichach und fiel dann mit der Gebietsreform in Bayern an den neugegründeten Landkreis Aichach-Friedberg, der bis zum 1. Mai 1973 den Namen Landkreis Augsburg-Ost trug. Am 1. Januar 1977 wurde der Ort in den Markt Pöttmes eingemeindet.

## Sehenswürdigkeiten
Die Ursprünge der Pfarrkirche Sankt Anna reichen bis ins 15. Jahrhundert zurück. 1729 wurde das einschiffige Langhaus nach Norden erweitert. Die letzten Restaurierungen waren 1984/85 und 2016/17. Die Verehrung der Kirchenpatronin ist bereits im späten Mittelalter auszumachen. Seit 1707 wird in der spätgotischen Kirche auch der heilige Wendelin verehrt, drei Ortschaften der Umgebung wallfahren regelmäßig hierher.